# Commissione delle Nazioni Unite sullo status delle donne
La Commissione delle Nazioni Unite sullo status delle donne (United Nations Commission on the Status of Women o UNCSW) è una commissione funzionale del Consiglio economico e sociale delle Nazioni Unite (United Nations Economic and Social Council o ECOSOC), uno dei maggiori organismi del sistema appartenente all'Organizzazione delle Nazioni Unite.

## Storia
La Commissione sullo status delle donne è stata istituita nel 1946 come meccanismo per promuovere, valutare e monitorare le questioni relative ai diritti politici, economici, civili e sociali e educativi delle donne. Si trattava, alla sua origine, della prima e univa struttura ufficiale, all'interno delle Nazioni Unite, preposta ad attenzionare la situazione relativa alla cura ed all'autorità delle donne.
La Commissione si è riunita la prima volta a Lake Success a New York nel febbraio del 1947. Tutti i quindici rappresentanti degli Stati erano donne, cosa che differenziava la Commissione da altri movimenti delle Nazioni Unite. Nel tempo, la composizione della Commissione ha mantenuto la maggioranza di delegate donne. Inoltre, durante la prima sessione, la Commissione dichiarò che tra i principi guida della sua azione ci sarebbero stati i propositi di:
- innalzare lo status delle donne – senza distinzione di nazionalità, razza, lingua o religione - all'uguaglianza rispetto agli uomini in tutti i campi dell'esperienza e l'intrapresa umana;
- eliminare ogni forma di discriminazione contro le donne nelle disposizioni statutarie di legge, nelle massime o norme di legge, e nell'interpretazione del diritto consuetudinario.

Contribuire alla redazione della Dichiarazione universali dei diritti dell'uomo divenne uno dei primi impegni della Commissione, il cui apporto al testo fu eminentemente l'introduzione di un linguaggio sensibile alla differenza di genere (gender-sensitive), argomentando contro il riferimento al “maschile”, e agli “uomini” in generale, quale paradigma universale preteso neutro e come sinonimo di umanità. La Commissione in questa battaglia incontrò la resistenza di numerosi membri della Commissione sui diritti umani, ma infine ebbe successo ed ottenne l'impiego di un nuovo linguaggio inclusivo.
I primi quindici membri della Commissione furono :
- Jessie Mary Grey Street, Australia
- Evdokia Uralova, Repubblica Socialista Sovietica Bielorussa
- Zee Yuh-tsung (徐亦蓁), nota sotto il nome di suo marito in contesto anglosassone: Mrs. Waysung New (牛惠生), Cina (a quell'epoca: la Repubblica)
- Graciela Morales F. de Echeverria, Costa Rica
- Bodil Begtrup, Danimarca
- Marie-Hélène Lefaucheux, Francia
- Sara Basterrechea Ramirez, Guatemala
- Shareefah Hamid Ali, India
- Amalia C de Castillo Ledon, Messico
- Alice Kandalft Cosma, Siria
- Mihri Pektas, Turchia
- Elizavieta Alekseevna Popova, Repubblica Socialista Sovietica
- Mary Sutherland, Regno Unito
- Dorothy Kenyon, Stati Uniti d'America
- Isabel de Urdaneta, Venezuela

Tra le sue attività, la CSW ha stilato varie convenzioni e dichiarazioni, inclusa la Convenzione sull'eliminazione di ogni forma di discriminazione della donna nel 1967 (CEDAW) e ha contribuito alla creazione di agenzie delle Nazioni Unite specificamente dedicate alle donne come il Fondo di sviluppo delle Nazioni Unite per le donne (United Nations Development Fund for Women o UNIFEM) e la Convenzione sull'eliminazione di ogni forma di discriminazione della donna (United Nations International Research and Training Institute for the Advancement of Women o UN-INSTRAW).
Nel 2011, le quattro entità distinte delle Nazioni unite che si occupavano dei diritti delle donne, fra cui l'Ente delle Nazioni Unite per l'uguaglianza di genere e l'empowerment femminile (DAW), l'Istituto internazionale delle Nazioni Unite per la ricerca e la formazione del progresso delle donne (INSTRAW), l'Ufficio del consigliere speciale sulle questioni di genere e l'avanzamento delle donne (OSAGI) e il Fondo di sviluppo delle Nazioni Unite per le donne (UNIFEM), sono stati fusi per creare ONU Donne (in inglese UN Women), che è diventato il Segretariato della Commissione sullo status delle donne.
La Commissione ha organizzato e dato seguito alle Conferenze mondiali sulle donne tenutesi in Messico nel 1975; a Copenaghen nel 1980; a Nairobi nel 1985 e a Pechino nel 1995. Nei due decenni successivi alla Conferenza di Pechino, la Commissione - nel corso delle proprie sessioni annuali - ha sistematicamente revisionato e controllato i progressi nell'attuazione di strategie rispetto dodici aree critiche identificate dalla Beijing Platform for Action e ha adottato raccomandazioni orientate ad azioni mirate al fine di facilitare la realizzazione a tutti i livelli degli scopi enucleati durante la Quarta conferenza mondiale del 1995. Anche attualmente, gran parte dell'opera di CSW è orientato all'implementazione del cosiddetto Processo di Beijing perché sia dia piena attuazione alla Dichiarazione di Beijing e al Platform for Action.
Il tema prioritario della 57ª sessione della Commissione sullo status delle donne, svoltasi nel marzo del 2013, era incentrato sull'eliminazione e la prevenzione contro ogni forma di violenza contro le donne e le ragazze. Prima della conferenza una riunione straordinaria di gruppi di esperti (EGM) è stata indetta a Bangkok in Thailandia dal 17 al 20 settembre del 2012 per discutere della prevenzione alla violenza contro le donne e le ragazze.
La 58ª sessione della Commissione, nel marzo 2014, ha come tema principale le sfide ed i risultati dell'applicazione degli Obiettivi di sviluppo del millennio (Millennium Development Goals o MDGs) per le donne e le ragazze tenendo maggiormente in considerazione l'aspetto dell'accesso e della partecipazione delle donne all'educazione, alla formazione, alla scienza ed alle tecnologie, incluso l'obiettivo della promozione dell'accesso paritario delle donne all'impiego ed alle risorse produttive.
Il 14 dicembre 2022, la Repubblica islamica dell'Iran è stata espulsa dalla Commissione delle Nazioni Unite sullo status delle donne, in seguito alla morte di Mahsa Amini e alla violenta repressione contro i manifestanti per i diritti umani e delle donne in Iran. È la prima volta che un componente della Commissione viene espulso per il trattamento riservato alle donne in Iran da quando la Commissione stessa è stata costituita.

## Struttura e funzionamento
Il funzionamento della Commissione è determinato dall'Assemblea generale delle Nazioni Unite, dal Consiglio economico e sociale delle Nazioni Unite e dal Consiglio d'amministrazione.
La Commissione sullo status delle donne è composta da un rappresentante per ciascuno dei 45 Stati membri eletti dal Consiglio d'amministrazione, per un periodo di quattro anni, scelti sulla base di una distribuzione geografica equa:
- tredici membri per l'Africa;
- undici per l'Asia;
- nove per l'America Latina e i Caraibi;
- otto per l'Europa Occidentale e altri Stati;
- quattro per l'Europa Orientale.

Questi 5 gruppi regionali delegano una persona a rappresentarli presso il Bureau del Consiglio d'amministrazione, che è composto di un presidente e quattro vice presidenti. La delega ha, per tutti e cinque i membri, una durata di un anno. Ogni gruppo regionale deve ricoprire la carica di Presidente almeno una volta ogni cinque anni.
Ogni anno nel mese di marzo, i rappresentanti degli Stati membri delle Nazioni Unite riuniscono nella sede di New York per due settimane. Durante la sessione si lavora per valutare i progressi nel campo dell'eguaglianza di genere, identificare le nuove sfide, stabilire standard globali e formulare politiche concrete per promuovere l'uguaglianza di genere e l'avanzamento delle donne a livello mondiale. Gli Stati membri, inoltre, partecipano alle commissioni preparatorie, delineano strategie, tengono riunioni di mediazione e network sui vari argomenti in agenda che devono essere negoziati in diverse commissioni e lavorano come poli d'influenza e membri attivi alle conferenze.
La Commissione sullo status delle donne è una delle commissioni delle Nazioni Unite che non limita la partecipazione unicamente agli Stati. Per esempio, le organizzazioni non governative (ONG) hanno il permesso di partecipare in alcune sessioni della CSW; di assistere alle riunioni ed ai gruppi di mediazione; di organizzare eventi paralleli proprio attraverso la ONG Comitato sullo status delle donne, New York (NGO Committee on the Status of Women, New York o NGO/CSW/NY). Questa possibilità è particolarmente importante per territori contestati come Taiwan che non è membro delle Nazioni Unite. Negli anni passati, organizzazioni non governative di Taiwan (come l'Alleanza nazionale delle associazioni delle donne di Taiwan, il cui acronimo inglese è NATWA) hanno potuto partecipare nelle sessioni della CSW.

## Mandato
Il Consiglio economico e sociale delle Nazioni Unite (ECOSOC) modificò più volte i confini del mandato della Commissione, l'ultimo cambiamento occorse nel 1996, quando, con la risoluzione 1996/6, il Consiglio decise che la Commissione ha il compito di:
1. assistere il Consiglio monitorando, analizzando e valutando i progressi fatti ed i problemi incontrati nell'applicazione della Dichiarazione di Beijing e della Platform for Action a tutti i livelli, e come risultato di ciò saper aiutare l'operato del Consiglio;
2. continuare ad assicurare il proprio supporto per l'integrazione della prospettiva di genere nelle attività delle Nazioni Unite e sviluppare ulteriormente il proprio ruolo di catalizzatore al riguardo anche in altre aree;
3. identificare punti nei quali l'intero Sistema delle Nazioni Unite necessita di essere migliorato al fine di assistere il Concilio nelle sue funzioni di coordinazione;
4. identificare questioni emergenti, trend e nuovi approcci che risultano incidere sulla situazione delle donne o sulla situazione dell'uguaglianza tra donne e uomini, tali da richiedere particolare attenzione e produrre raccomandazioni sostanziali al riguardo;
5. mantenere e incrementare la consapevolezza pubblica ed essere di supporto per e nell'applicazione della Platform for Action

## Rapporto tra CSW e UN WOMEN
L'Ente delle Nazioni Unite per l'uguaglianza di genere e l'empowerement delle donne (United Nations Entity for Gender Equality and the Empowerment of Women o UN Women) svolge il ruolo di segretariato rispetto alla Commissione sullo Status delle Donne (CSW) in quanto deve provvedere a dare il proprio considerevole supporto alla Commissione in tutti gli aspetti che attengono allo svolgimento del lavoro incluse le dinamiche del Bureau.
UN Women, inoltre, ha la responsabilità di facilitare la partecipazione dei rappresentanti della società civile nella sessione annuale della Commissione (che dura per un periodo di dieci giorni, abitualmente intercorrenti dalla fine di febbraio all'inizio di marzo e che avviene nella sede di New York), così come deve provvedere al coordinamento degli eventi paralleli organizzati dalle Nazioni Unite durante le sessioni della Commissione.

## Programma di lavoro Multi-Year
La Commissione ha elaborato un piano di lavoro a fasi su più anni. La Commissione istituì per la prima volta questo metodo nel 1987 e nel tempo si sono susseguite varie risoluzioni del Consiglio economico e sociale delle Nazioni Unite per stabilire di volta in volta i programmi da adottare. La più recente è la Risoluzione ECOSOC 2009/15 che ha stabilito i temi prioritari dell'agenda della Commissione per il periodo 2010-2014:
- 2010 – Revisione dell'attuazione della Dichiarazione Beijing e del Platform for Action anche alla luce degli esisti della ventitreesima sessione speciale dell'Assemblea generale delle Nazioni Unite e dei conseguenti contributi nel dare forma alla prospettiva genere verso la piena realizzazione degli Obiettivi di sviluppo del millennio (Millennium Development Goals);
- 2011 – Accesso e partecipazione delle donne e delle ragazze all'educazione, alla formazione, alla scienza ed alle tecnologie, inclusa la promozione dell'accesso paritario delle donne all'impiego;
- 2012 – L'empowerment delle donne in contesti rurali e del loro ruolo nell'eliminazione della povertà e della fame;
- 2013 – L'eliminazione e la prevenzione di ogni forma di violenza contro le donne e le ragazze
- 2014 – Sfide e risultati nell'applicazione degli Obiettivi di Sviluppo del Millennio.

## Metodi di lavoro e azione basati sul Beijing Platform for Action
A seguito della Conferenza di Beijing, la Commissione assunse il ruolo di Comitato preparatorio ad-hoc per l'organizzazione della ventitreesima sessione speciale dell'Assemblea Generale, conosciuta anche come Beijing+5. Allo stesso modo, anche la revisione decennale del Beijing Platform for Action fu condotta dalla Commissione durante la sua 49ª sessione nel marzo del 2005.
La Commissione sullo status delle donne adottò nuovi metodi di lavoro durante la sua 50ª sessione del marzo 2006. Partendo già dalla 51ª sessione, la Commissione iniziò a concentrare su un tema prioritario basato sul Beijing Platform for Action e sugli esiti della ventitreesima sessione speciale dell'Assemblea generale delle Nazioni Unite. La Commissione, inoltre, mise grande enfasi sul punto dell'applicazione e della valutazione dei progressi nell'applicazione medesima delle conclusioni concordate riguardo ai temi prioritari enucleati nelle precedenti sessioni.
Ad ogni sessione annuale, la Commissione convoca:
- una tavola rotonda interattiva e di alto livello dedicata alle esperienze, alle lezioni apprese ed alle buone pratiche relative al tema in discussione;
- un gruppo concentrato sugli esiti, i divari e le sfide a venire attraverso uno scambio di esperienze nazionali e regionali, inclusa la valutazione dei dati che testimoniano i risultati raggiunti nelle varie aree locali.

Ad ogni sessione, la Commissione considera la relazione del gruppo di lavoro sulle Comunicazioni sullo status delle donne. Questo gruppo si riunisce tre giorni prima dell'inizio della sessione annuale, in un incontro a porte chiuse, per considerare le comunicazioni confidenziali e le repliche dei Governi. Nella sua relazione, il gruppo di lavoro porta all'attenzione della Commissione ogni schema o consuetudine che attesta in modo affidabile pratiche discriminatorie ed ingiustizie contro le donne. Il gruppo è formato da cinque membri che rappresentano ogni regione, esso è designato dalla Commissione stessa.
La Commissione osserva la Giornata internazionale della donna l'8 marzo di ogni anni. Per due ore, la sua regolare sessione è sospesa per lo svolgimento dell'evento commemorativo organizzato dall'Inter-Agency Network on Women and Gender Equality delle Nazioni Unite (IANWGE).

## Strategia Gender Mainstreaming
Il Gender mainstreaming fu approvato come strategia per promuovere a parità tra uomini e donne dalla Quarta conferenza mondiale sulle donne tenutasi a Pechino nel 1995. Il Consiglio economico e sociale delle Nazioni Unite (ECOSOC) ha adottato la conclusione concordata della commissione sul Gender mainstreaming come prospettiva e paradigma da applicare a tutte le politiche ed i programmi assunti dal Sistema delle Nazioni Unite. Così nel documento ECOSOC 1997/2 si legge la definizione:
«Il mainstreaming in una prospettiva di genere è il processo che consiste nel valutare delle implicazioni per le donne e per gli uomini di ogni azione pianificata, inclusi legislazione, politiche e programmi, in tutte le aree e a tutti i livelli, e come strategia per rendere i problemi e le esperienze tanto delle donne quanto degli uomini parte di una dimensione integrale di ideazione, attuazione, monitoraggio e stima delle strategie e dei programmi in tutte le sfere – politica, economica e sociale – così che le donne e gli uomini possano essere avvantaggiati in egual misura e affinché le diseguaglianze non siano perpetuate. Il fine ultimo è quello di raggiungere la parità tra i sessi».
La risoluzione ECOSOC 2006/36 è la più recente sul tema e con essa si ribadisce il ruolo di catalizzatore svolto dalla Commissione nel promuovere il gender mainstriming a livello nazionale ed all'interno del Sistema complessivo delle Nazioni Unite. Il lavoro della Commissione deve puntare ad un aumento costante degli sforzi per diffondere, appunto, la prospettiva di genere nel lavoro delle altre commissioni funzionali dell'ECOSOC; nel lavoro dell'Assemblea generale sui diritti umani delle donne, così come nel lavoro del Consiglio di sicurezza su donne, pace e sicurezza.

## Controversie
Il 19 aprile 2017, con votazione segreta, l'Arabia Saudita è divenuto membro della Commissione delle Nazioni Unite sullo status delle donne con il voto favorevole di 47 Stati sui 54 che compongono il Consiglio economico e sociale dell'ONU. Il mandato ha una durata di quattro anni (2018-2022). La notizia ha creato scalpore visto che l'Arabia Saudita è stata molte volte accusata di violare i diritti delle donne e all'epoca si trovava al 141º posto, su 144, nella classifica elaborata dal Global Gender Gap. Il Parlamento europeo ha dibattuto dell'elezione dell'Arabia Saudita durante la plenaria del 4 luglio 2017 pubblicando la Risoluzione 2017/2721(RSP).
Il 22 marzo 2024 l'Arabia Saudita è stata eletta presidente del forum sui diritti delle donne, con una durata di 2 anni. Amnesty International e alcuni gruppi per la difesa dei diritti umani hanno protestato ufficialmente, affermando che l'Arabia Saudita, avrà una posizione chiave per influenzare la pianificazione, le decisioni, in occasione del 30º anniversario della dichiarazione di Pechino.